# Роум-Сіті (Індіана)
Роум-Сіті (англ. Rome City) — місто (англ. town) в США, в окрузі Нобл штату Індіана. Населення — 1322 особи (2020).

## Географія
Роум-Сіті розташований за координатами 41°29′33″ пн. ш. 85°21′51″ зх. д. / 41.49250° пн. ш. 85.36417° зх. д. (41.492612, -85.364246).  За даними Бюро перепису населення США в 2010 році місто мало площу 5,56 км², з яких 3,00 км² — суходіл та 2,57 км² — водойми. В 2017 році площа становила 6,40 км², з яких 3,81 км² — суходіл та 2,59 км² — водойми.

## Демографія
Згідно з переписом 2010 року, у місті мешкала 1361 особа в 563 домогосподарствах у складі 393 родин. Густота населення становила 245 осіб/км².  Було 842 помешкання (151/км²).
Расовий склад населення:
| - 98,8 % — білих - 0,4 % — чорних або афроамериканців - 0,2 % — корінних американців - 0,1 % — азіатів |

До двох чи більше рас належало 0,2 %. Частка іспаномовних становила 1,1 % від усіх жителів.
За віковим діапазоном населення розподілялося таким чином: 22,6 % — особи молодші 18 років, 60,6 % — особи у віці 18—64 років, 16,8 % — особи у віці 65 років та старші. Медіана віку мешканця становила 44,4 року. На 100 осіб жіночої статі у місті припадало 98,4 чоловіків;  на 100 жінок у віці від 18 років та старших — 96,1 чоловіків також старших 18 років.
Середній дохід на одне домашнє господарство  становив 67 755 доларів США (медіана — 47 917), а середній дохід на одну сім'ю — 74 644 долари (медіана — 49 868). За межею бідності перебувало 16,1 % осіб, у тому числі 27,2 % дітей у віці до 18 років та 5,6 % осіб у віці 65 років та старших.
Цивільне працевлаштоване населення становило 601 осіб. Основні галузі зайнятості: виробництво — 31,4 %, освіта, охорона здоров'я та соціальна допомога — 17,3 %, роздрібна торгівля — 11,8 %.